# Parentyfikacja
Parentyfikacja (także: odwrócenie ról, inwersja ról, „niewidzialne dzieci”, „dorosłe dzieci”, „dzielne dzieci”, „dzieci rodzicielskie”, „karmienie się dziećmi”) – zjawisko psychosocjologiczne polegające na odwróceniu ról w rodzinie, w wyniku czego dziecko pełni rolę opiekuna, partnera i powiernika w stosunku do swych rodziców, bądź rodzeństwa, przy czym zadania oraz obciążenia przypadające na dziecko są z reguły nieadekwatne do jego poziomu rozwoju i możliwości emocjonalnych.

## Charakterystyka zjawiska
O parentyfikacji mówi się w przypadku takiego odwrócenia ról rodzinnych, w którym dziecko, celem zapewnienia sobie opieki i zainteresowania ze strony rodziców poświęca własne potrzeby egzystencjalne i emocjonalne. W tym kontekście wyróżnia się dwa typy parentyfikacji:
- emocjonalny (dziecko jest powiernikiem, terapeutą, towarzyszem w troskach, przyjacielem, mediatorem, czy też „naczyniem” do wylewania stanów emocjonalnych rodzica),
- instrumentalny (zaspokajanie przez dziecko potrzeb materialnych i fizycznych rodziny, np. praca zarobkowa, opieka nad rodzeństwem lub seniorem, zakupy, załatwianie spraw urzędowych, dokonywanie opłat bieżących)[2][4].

Nie każde z tych zjawisk polegających na wyręczaniu rodziców jest parentyfikacją patologiczną. Dzieci w wielu przypadkach, w prawie każdej rodzinie, chętnie pomagają rodzicom z własnej woli, w miarę swoich możliwości, spotykając się z pochwałą i akceptacją. Amerykański socjolog Gregory J. Jurkovic podzielił to zjawisko na cztery kategorie:
- nie-parentyfikacja: zadania wykonywane przez dzieci są adekwatne do ich wieku i rozwoju, a rodzice wspierają potomstwo i okazują mu szacunek,
- parentyfikacja adaptacyjna: dziecko czasowo tylko przejmuje część adekwatnych dla niego ról  w wyniku zdarzenia losowego (kryzysu), np. ciężkiej choroby jednego z rodziców, ciesząc się uznaniem i szacunkiem oraz wsparciem,
- parentyfikacja destrukcyjna: dziecko jest silnie zaangażowane w zaspokajanie potrzeb emocjonalnych i/lub instrumentalnych rodziców, a jego wkład jest nieadekwatny do wieku i rozwoju, naruszone zostają jego granice osobiste, następuje deprywacja jego potrzeb, a rodzice nie okazują mu wdzięczności, czy szacunku za wykonaną pracę,
- infantylizacja: przed dzieckiem nie stawia się żadnych oczekiwań i wymagań lub stawia mu się takie, które są znacznie poniżej jego możliwości[2].

Istotnym i miarodajnym elementem diagnozowania nasilenia zjawiska parentyfikacji w danej rodzinie jest proporcja pomiędzy zaangażowaniem dziecka w dorosłe role, a czytelnym i jawnym docenianiem podejmowanych przez nie działań. Nawet nadmierny wysiłek, jeśli zostanie dostrzeżony i doceniony, może nie mieć destrukcyjnego wpływu na psychikę małoletniego. Może wręcz doprowadzić do rozwoju jego poczucia odpowiedzialności i dojrzałości psychicznej.
Podczas procesu psychoterapii osób sparentyfikowanych terapeuci biorą pod uwagę doświadczenia pacjentów z przeszłości, nie pomijając jednak skomplikowanej rzeczywistości, której doświadcza pacjent w czasie rzeczywistym.